# 2016
Het jaar 2016 is een schrikkeljaar volgens de christelijke jaartelling.

## Gebeurtenissen

### Januari
- Nederland is vanaf 1 januari tot en met 30 juni voorzitter van de Europese Unie
- In Brussel gaat de nationale vuurwerkshow niet door wegens de terreurdreigingen in de stad. Ook andere festiviteiten rondom de jaarwisseling worden afgelast.
- Noord-Nederland wordt enkele dagen geteisterd door extreme ijzel. Het vervoer op de weg en het spoor ondervindt ernstige hinder en sommige scholen blijven gesloten. Het KNMI geeft meermalen een weeralarm af.
- Massale aanrandingen in de nacht van de jaarwisseling in Keulen leiden in de weken erna tot veel ophef.
- 2 - Saoedi-Arabië executeert 47 mensen, waaronder de prominente sjiitische geestelijke Nimr al-Nimr.
- 29 - Het kabinet-Rutte II gaat akkoord met een verzoek van de Verenigde Staten om terreurgroep IS ook in Syrië te bombarderen.
- 31 - Bij aanslagen bij het Tsjaadmeer en Dalori (Nigeria) vallen in totaal 88 doden en 221 gewonden. De aanslagen worden opgeëist door Boko Haram.

### Februari
- 12 - Bij een schietpartij op een middelbare school in de Amerikaanse staat Arizona komen twee tienermeisjes om het leven.
- 16 - Nadat de winkelketen V&D op 31 december 2015 al failliet werd verklaard, gaan alle filialen definitief sluiten. Pogingen om een doorstart te maken mislukken.
- 23 - Bij het kantelen van een trein in de buurt van Dalfsen valt 1 dode.
- 26 - Gianni Infantino wordt benoemd tot de nieuwe voorzitter van de wereldvoetbalbond FIFA. De Zwitser volgt Sepp Blatter op.
- 27 - In Syrië wordt een staakt-het-vuren afgekondigd.

### Maart
- 11 - Cuba tekent voor een samenwerkingsverband  met de Europese Unie.
- 13 - In Ankara wordt  een aanslag gepleegd waarbij 34 mensen om het leven komen.[1]
- 18 - Terreurverdachte Salah Abdeslam wordt opgepakt in Molenbeek.
- 20 - De Europese Unie sluit een vluchtelingendeal met Turkije.
- 21 - Nederland bereikt het aantal van 17 miljoen inwoners.
- 22 - 35[2] mensen komen om het leven bij bomaanslagen in luchthaven Zaventem en de metro in Brussel. De aanslagen worden opgeëist door Islamitische Staat.
- 25 - Het Nederlandse dierenpark Emmen verhuist naar de nieuwe locatie op de Es en gaat vanaf dan verder onder de naam Wildlands.
- 27 - Bij een aanslag op een park in Lahore (Pakistan) komen minstens 70 mensen om het leven.

### April
- 2 - Een Britse arts, Mark Bonar, die werkte in een privékliniek, verklaart in de The Sunday Times dat hij enkele jaren (tot april 2016) aan ongeveer 150 bekende topsporters (atleten, boksers, cricketers, voetballers en wielrenners) erytropoëtine (epo) en andere stimulerende middelen heeft voorgeschreven[3].
- 6 - Een meerderheid van de Nederlandse stemgerechtigden stemt in een raadgevend referendum tegen de Associatieovereenkomst tussen de Europese Unie en Oekraïne.
- 6 - Publicatie door het ICIJ van een groot aantal bestanden, die de naam Panama Papers zullen krijgen, die veel onthullingen bevatten over illegale vluchtroutes voor zwart geld via het Panamese advocatenkantoor Mossack Fonseca.
- 23 - De Turks-Nederlandse journalist Ebru Umar wordt in Turkije opgepakt voor het beledigen van president Erdogan.
- 30 - In de Verenigde Staten valt een eerste dode als gevolg van het zikavirus. Het gaat om een man die in Puerto Rico overleed.

### Mei
- 9 - Mercuriusovergang.
- 14 - Oekraïne wint de 61e editie van het Eurovisiesongfestival in de Ericsson Globe in Stockholm. Het liedje 1944, dat gaat over de deportatie van de Krim-Tataren in 1944, leidt tot veel ophef in Rusland.
- 15 - Max Verstappen wordt tijdens de GP van Spanje de eerste Nederlandse Formule 1-winnaar ooit. Tevens is hij de jongste winnaar ooit van een Grand prix.
- 22 - Oppositie van de planeet Mars

### Juni
- 1 - Extreem zware regenval zorgt onder andere in Limburg en delen van Noord-Brabant voor veel wateroverlast en hoge waterstanden. In totaal valt er 80 tot 100 mm neerslag in slechts 3 uur tijd.
- 2 - In de Waalse dierentuin Pairi Daiza krijgt het reuzenpandapaar Hao Hao en Xing Hui een jong, dat later Tian Bao zal worden genoemd.
- 3 - Tijdens de vrije training van de Moto2 verongelukt motorcoureur Luis Salom.
- 10 - 10 juli - In Frankrijk vindt het 15e EK Voetbal plaats. Voor het eerst in de geschiedenis doen er 24 landen mee aan het toernooi. In de finale tussen Portugal en Frankrijk wint Portugal met 1-0.
- 11 - Na het EK-duel Engeland - Rusland (1-1) vinden er gevechten plaats tussen Russische en Engelse supporters, hierbij vallen tientallen gewonden.
- 12 - In een homobar in Orlando, Florida vindt de tot dan toe dodelijkste schietpartij in de geschiedenis van de VS plaats. Er vallen 50 doden en tientallen gewonden.
- 16 - De Britse politica Jo Cox wordt doodgeschoten.
- 23 - In het Verenigd Koninkrijk wordt een referendum over het Britse EU-lidmaatschap gehouden. Een meerderheid van 52% stemt voor uittreding uit de EU, waarmee een brexit nu in het verschiet ligt.
- 23 - In Noord-Brabant komen bij zware onweersbuien hagelstenen van 8 tot 10 centimeter doorsnee voor. Deze veroorzaken veel schade aan dakpannen, autoruiten en kassen. Elders is sprake van forse wateroverlast.
- 24 - David Cameron kondigt zijn vertrek aan als premier van het Verenigd Koninkrijk.

### Juli
- 1 - Letland wordt lid van de OESO.
- 2 - 24 - De Ronde van Frankrijk 2016 wordt verreden. Winnaar is de Brit Christopher Froome.
- 6 tot 25 juli Het spel Pokémon GO wordt voor Android en iOS uitgebracht in de Verenigde Staten, Australië en Nieuw-Zeeland, Azië en Europa.
- 6 - 10 - De Europese kampioenschappen atletiek 2016 vinden plaats in Amsterdam.
- 14 - Een terrorist in een vrachtwagen rijdt in op de toeschouwers op de Promenade des Anglais bij een vuurwerkshow ter ere van Quatorze Juillet. 86 mensen komen om het leven en er vallen vierhonderd gewonden.
- 15 - Een deel van de Turkse strijdkrachten pleegt een mislukte staatsgreep in Turkije.
- 19 - 22 - De honderdste editie van de Nijmeegse Vierdaagse wordt gelopen.
- 22 - Een man schiet in het rond in een winkelcentrum in München. Hierbij vallen 10 doden (negen slachtoffers en de dader, die zelfmoord pleegt).[4]

### Augustus
- 5 - 21 - In Rio de Janeiro vinden de Olympische Zomerspelen 2016 plaats.
- 24 - In Midden-Italië vindt een aardbeving plaats met een kracht van 6,2 op de schaal van Richter.
- 31 - Vicepresident Michel Temer wordt benoemd tot president van Brazilië nadat president Dilma Rousseff door de senaat is afgezet.

### September
- 4 - Moeder Teresa wordt heilig verklaard door paus Franciscus als Teresa van Calcutta.
- 7 - 18 - In Rio de Janeiro vinden de Paralympische Zomerspelen 2016 plaats.
- 8 t/m 12 - De onrust in het winkelcentrum van de Zaanse wijk Poelenburg escaleert. Een groep hangjongeren rond "treitervlogger"Ismail Ilgun verjaagt een televisieploeg uit de wijk en intimideert de bewoners en de politie. Na enkele arrestaties keert de rust terug.
- 10 - 11 -  Burgemeesters uit meer dan 65 steden over de hele wereld komen samen op de Global Parliament of Mayors in het World Forum in Den Haag. De oprichtingsvergadering komt voort uit de voorstellen van de Amerikaanse politicoloog Benjamin Barber in zijn boek "If Mayors ruled the world."
- 18 - In Rusland worden parlementsverkiezingen gehouden.
- 26 - In Cartagena tekenen de Colombiaanse regering en de guerrillabeweging FARC het vredesakkoord van Havana.

### Oktober
- 2 - Het vredesakkoord tussen de Colombiaanse regering en de guerrillagroep FARC is in een referendum, met een opkomst van 37,4% van de kiesgerechtigde, door de Colombiaanse bevolking met 50,2% weggestemd.
- 7 - De Colombiaanse president Juan Manuel Santos ontvangt de Nobelprijs voor de Vrede: "Voor zijn vastberaden inspanningen om de al 50 jaar durende burgeroorlog in zijn land te beëindigen".
- 13 - De Algemene Vergadering van de Verenigde Naties verkiest António Guterres, oud-premier van Portugal en voormalig hoge commissaris voor de Vluchtelingen, voor het ambt van secretaris-generaal vanaf 1 januari 2017.
- 15 - Op de UNEP-top in Kigali bereiken onderhandelaars van bijna 200 landen een akkoord om het gebruik van fluorkoolwaterstoffen (hfk's) uit te bannen, als amendement op het Montrealprotocol.
- 16 - De Iraakse premier Haider al-Abadi verkondigt het begin van het offensief om de Iraakse stad Mosoel op Islamitische Staat te heroveren.
- 24 tot 28 - In Calais wordt het illegalenkamp The Jungle met geweld ontruimd.
- 28 - In Marokko wordt de visboer Mouhcine Fikri, als hij probeert zijn illegaal gevangen en in beslag genomen vis uit de vuilniswagen te redden, vermalen. Onmiddellijk breken in het Rifgebied de Hirak Al-Hoceima-onlusten uit.

### November
- 6 - Opening van de Sports Hall of Fame Suriname.
- 8 - De Amerikaanse presidentsverkiezingen worden gewonnen door Donald Trump.
- 8 - Door een hevige brand in de Sint-Laurentiuskerk in Weesp stort een deel van de toren in.
- 20 - Het Junior Eurovisiesongfestival 2016 wordt in Valletta, de hoofdstad van Malta gehouden. Met de meidengroep Kisses eindigt Nederland als 8e.
- 21 - Oud-president Nicolas Sarkozy is in de eerste ronde van de voorverkiezingen van zijn partij Les Républicains al uitgeschakeld.
- 27 - Nico Rosberg wordt wereldkampioen in de Formule-1.
- 30 - De Belgische biercultuur wordt  door de UNESCO tot immaterieel cultureel erfgoed verklaard.
- november - De Antilliaanse dans tambú wordt toegevoegd aan de Inventaris Immaterieel Cultureel Erfgoed Nederland.

### December
- 9 - PVV-leider Geert Wilders wordt deels schuldig bevonden in het 'minder Marokkanen'-proces. Volgens de rechtbank heeft Wilders zich schuldig gemaakt aan groepsbelediging en het aanzetten tot discriminatie bij zijn uitspraken op de verkiezingsavond in 2014. Van enkele andere aanklachten, waaronder het aanzetten tot haat, wordt hij vrijgesproken.
- 10 - In Istanboel ontploffen twee bommen in de buurt van het Besiktas-stadion. Volgens de Turkse minister van Binnenlandse Zaken Soylu zijn daarbij 38 doden en 155 gewonden gevallen.[5]
- 19 - Met een vrachtwagen wordt een aanslag op een kerstmarkt in Berlijn gepleegd. Er vallen twaalf doden. De aanslag wordt opgeëist door Islamitische Staat.
- 19 - Tijdens een toespraak wordt de Russische ambassadeur van Turkije Andrej Karlov doodgeschoten door een politieagent buiten functie.
- 21 en 22 - De zesjarige Tijn Kolsteren uit Hapert krijgt Nederland aan het nagellakken voor 3FM Serious Request 2016. Daarmee wordt ruim 2,5 miljoen euro opgehaald voor kinderen in oorlogsgebieden.
- 23 - De VN-Veiligheidsraad neemt een resolutie 2334 aan tegen de bouw van Israëlische nederzettingen op Palestijns grondgebied. Opmerkelijk is dat de Verenigde Staten zich van stemming onthouden waardoor de resolutie kan worden aangenomen.
- 24 - De Nederlandse tv-presentatrice Sylvana Simons stapt uit de partij DENK en start onder de naam Artikel 1 haar eigen politieke partij.
- 30 - Na onderhandelingen in Rusland tussen de Syrische regering van Assad, bijgestaan door Rusland en Iran, enerzijds en Turkije en verschillende rebellengroepen anderzijds komt men tot een staakt-het-vuren in Syrië. Een dag later stemt ook de VN-Veiligheidsraad unaniem in met het bestand. De Islamitische Staat en de koerdische YPG werden buiten de besprekingen gehouden.

### Overige gebeurtenissen
- Onder de titel "Jheronimus Bosch 500" organiseert 's-Hertogenbosch verschillende manifestaties ter gelegenheid van het 500e sterfjaar van de schilder Jheronimus Bosch.
- De Alrosa Spectacle-diamant wordt opgegraven in Rusland.

## Geboren
februari
- 5 - Jigme Namgyel Wangchuck, Bhutaans prins

maart
- 2  - Oscar van Zweden, Zweeds prins

april
- 19 - Alexander van Zweden, Zweeds prins

## Weer
- 2016 was wereldwijd het warmste jaar sinds het begin van de metingen in 1850. Dit bleek uit metingen door de Amerikaanse instituten NASA en NOAA.[6]

### Weerextremen in Nederland
- 3 t/m 7 januari: De Nederlandse provincies Groningen, Friesland en Drenthe worden geteisterd door extreme ijzel. Het KNMI geeft hiervoor meerdere malen code rood voor af (weeralarm). Het was zo glad dat er op sommige openbare wegen geschaatst kon worden.[7]
- 8 februari: Zware storm in Nederland. In een groot deel van het land treden zware windstoten op van 75 tot 90 km per uur. Diverse evenementen rondom carnaval worden afgeblazen.[8]
- 26 april: Laagste maximumtemperatuur ooit op deze dag in Nederland: 7,7 °C.[9] In delen van Friesland, Groningen, Drenthe en Zuid-Limburg valt er lokaal zelfs een laagje sneeuw van 3 centimeter.[10]
- In het zuidoosten van Nederland is de eerste helft van het jaar bijzonder nat. Juni was recordnat.[11]
- Op 23 juni trekken zeer zware onweersbuien over het oosten van het land. Daarbij vallen hagelstenen met een diameter van 8 tot 10 cm. Dit leidt tot veel schade aan daken, auto's en tuinderskassen. De schade bedraagt een half miljard euro.[12]
- 20 juli: Hoogste maximumtemperatuur ooit op deze dag: 32,9 °C.[13]
- 13, 14 en 15 september: drie opeenvolgende dagen met de hoogste maximumtemperatuur ooit: respectievelijk 31,2 °C, 31,4 °C en 29,0 °C. Nog nooit werd het zo laat in het jaar in De Bilt nog tropisch warm (>30 °C).[14]
- 25 september: Hoogste maximumtemperatuur ooit op deze dag: 24,3 °C.[14]